# 泰雷
泰雷（法語：Thairé，法語發音：[tɛʁe]）是法国滨海夏朗德省的一个市镇，位于该省西北部，原属罗什福尔区，2017年起改属拉罗谢尔区。

## 地理
泰雷（46°4'25"N, 1°0'11"W）面积18.74 平方千米，位于法国新阿基坦大区滨海夏朗德省，该省份为法国西部滨海省份，北起旺代省，西临大西洋，南至吉倫特省，东南接多爾多涅省，东北接德塞夫勒省接壤，东临夏朗德省。
与泰雷接壤的市镇（或旧市镇、城区）包括：巴隆、克鲁瓦沙波、圣维维安、滨海萨勒、勒图、伊沃。

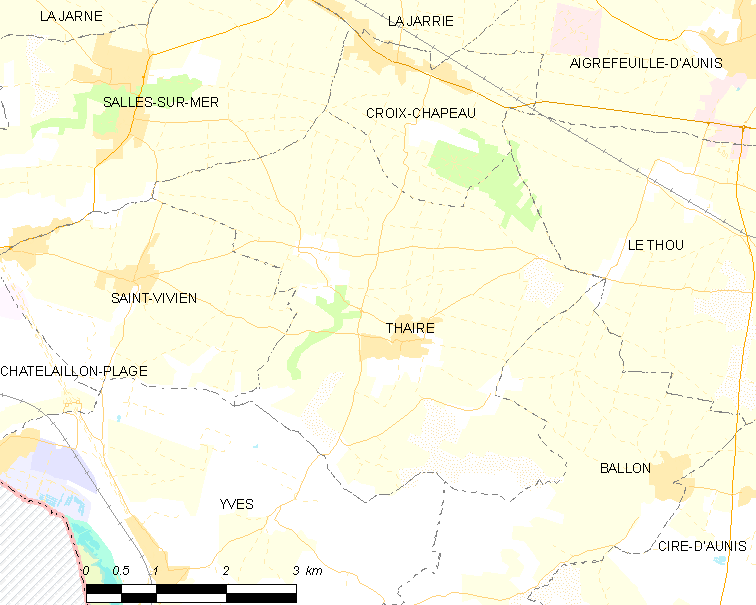
泰雷的OSM定位图

泰雷的时区为UTC+01:00、UTC+02:00（夏令时）。

## 行政
泰雷的邮政编码为17290，INSEE市镇编码为17443。

## 政治
泰雷所属的省级选区为拉雅里县。

## 人口

1962-2008年间泰雷人口变化图示

泰雷于2022年1月1日时的人口数量为1874人。